# Museo Arqueológico Benahoarita
El Museo Arqueológico Benahoarita (MAB) es la institución museística dedicada a la arqueología más importante de la isla de La Palma (Islas Canarias, España). Se encuentra en el municipio de Los Llanos de Aridane y pertenece al Cabildo Insular de La Palma.

## Descripción
Se trata de un edificio moderno inaugurado en 2007, que alberga en su interior una exposición fija sobre los benahoaritas, antiguos pobladores de la isla de La Palma antes de la conquista y su incorporación a la Corona de Castilla a finales en el siglo XV. El museo muestra el hábitat, las industrias, el aprovechamiento del medio y las creencias mágico-religiosas de los aborígenes.
El edificio es de planta circular de tres plantas, con una superficie total de 2.889 metros cuadrados. En el mismo se encuentran tanto exposiciones permanentes como temporales, así como zonas para investigación, tratamiento y conservación de piezas arqueológicas, entre otros espacios.

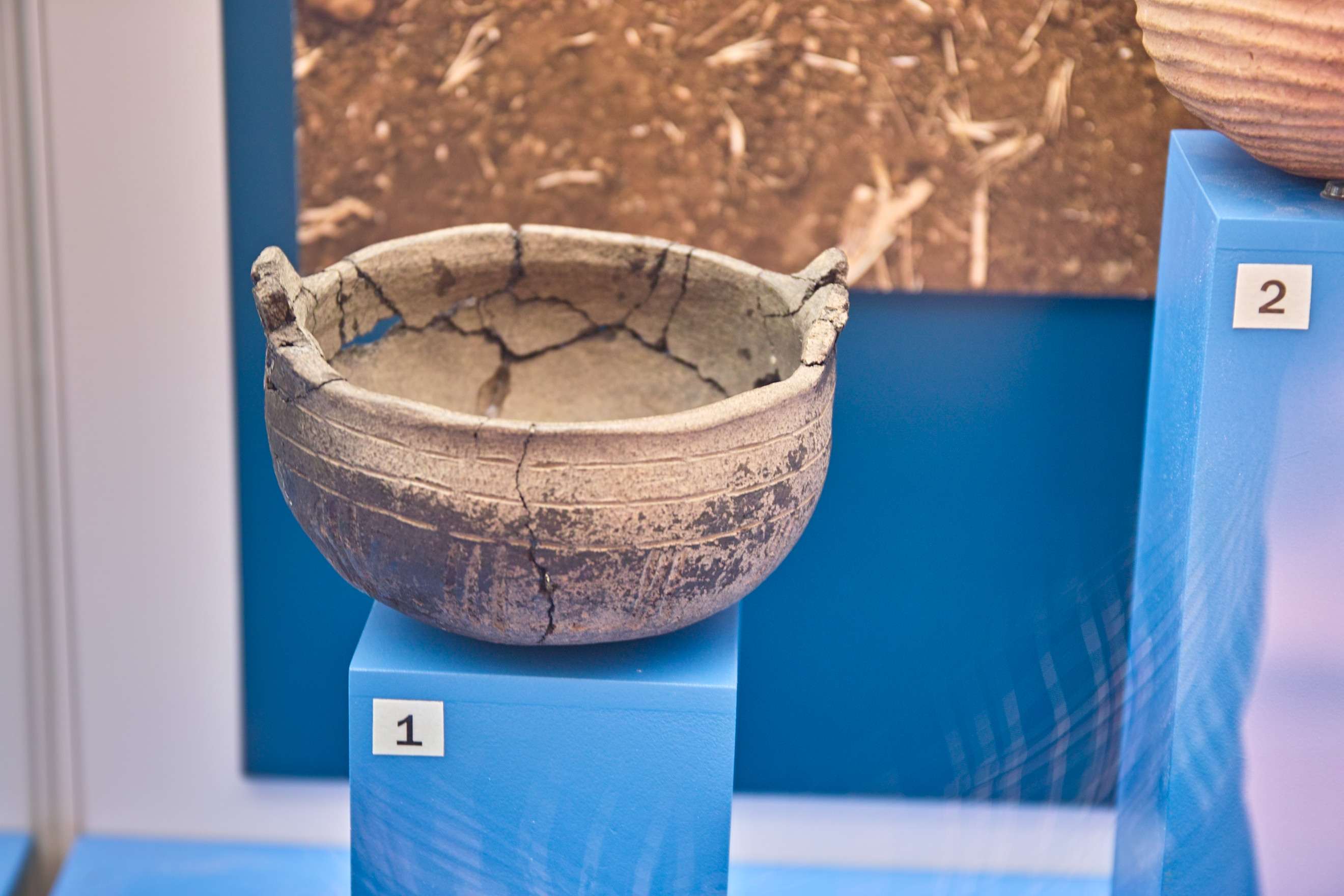
Vasija en el interior del museo.
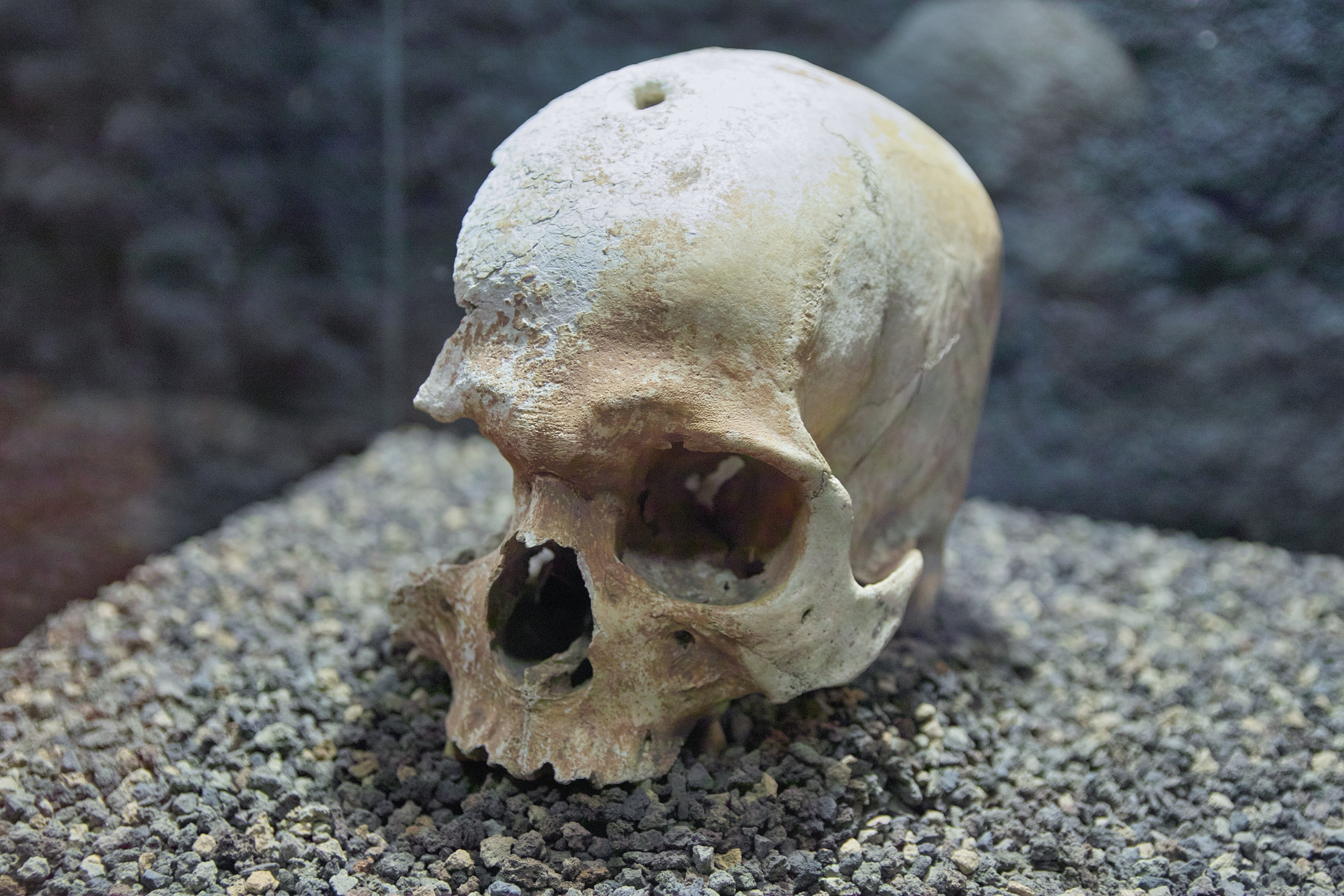
Cráneo aborigen.